# C26 (Namibië)
De C26 is een secundaire weg in het westen van Namibië. De weg loopt van Rostock naar Windhoek. In Windhoek sluit de weg aan op de B1 naar Keetmanshoop en Otjiwarongo en op de B6 naar Gobabis.
De C26 is 187 kilometer lang en loopt door de regio Khomas.

## Foto's

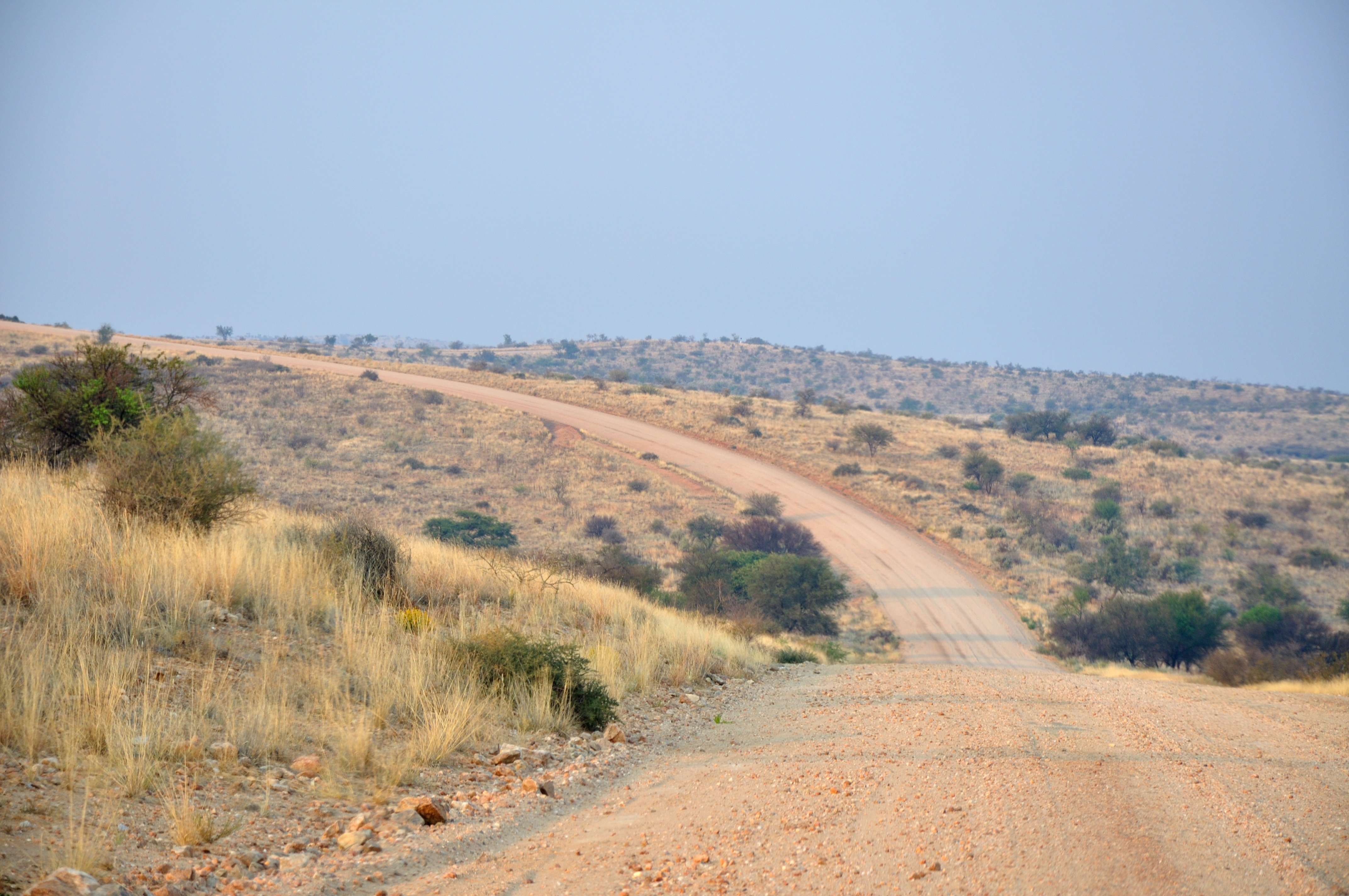
De C24 bij Haris
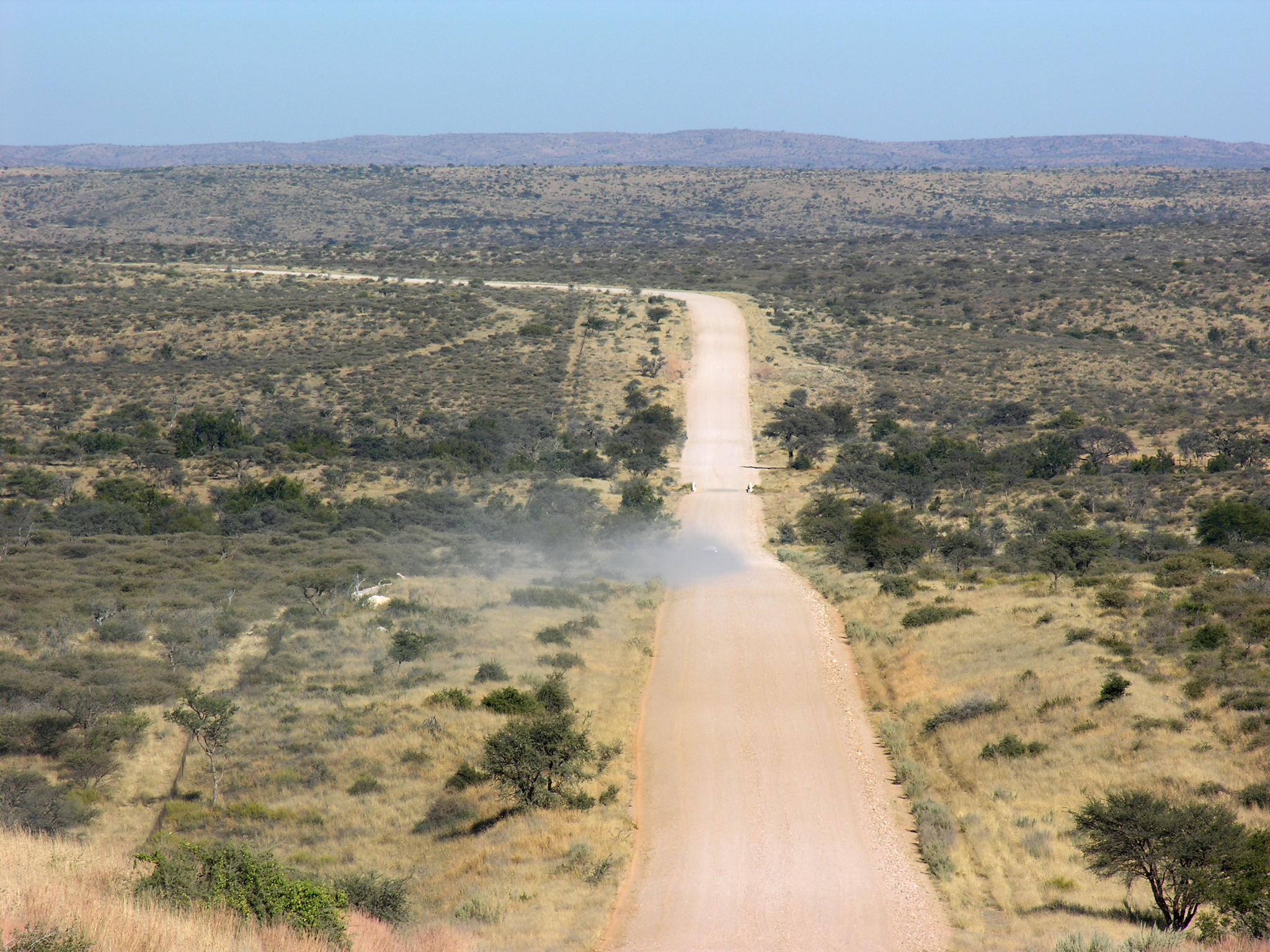
De C24 bij Welgemoed
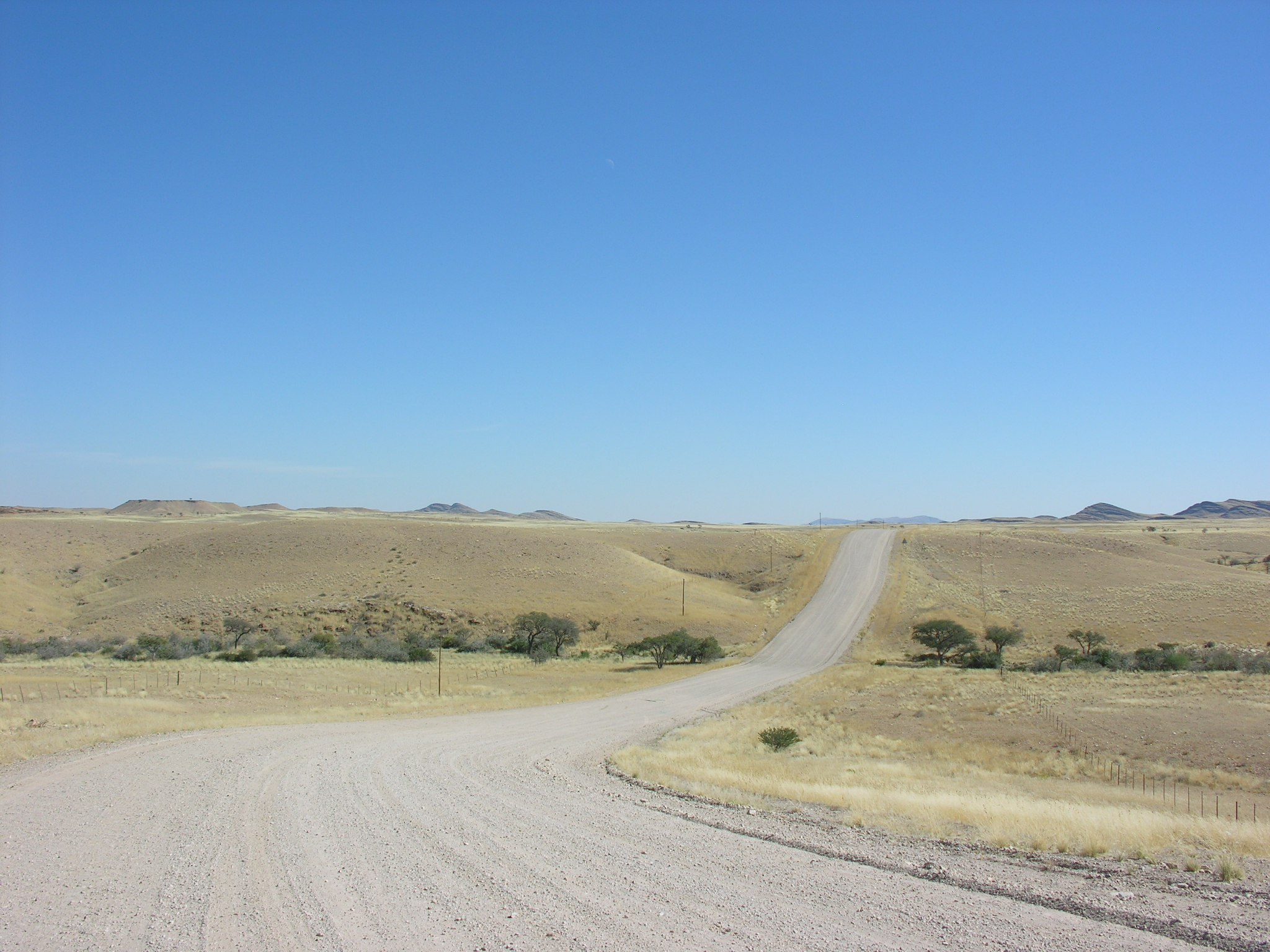
De C24 bij Berghof